# Carlisle (Oklahoma)
Carlisle es un lugar designado por el censo ubicado en el condado de Sequoyah  en el estado estadounidense de Oklahoma. En el año 2010 tenía una población de 606 habitantes y una densidad poblacional de 8,86 personas por km².

## Geografía
Carlisle se encuentra ubicado en las coordenadas 35°30′2.71″N 95°1′33.86″O / 35.5007528, -95.0260722 (35.500754° -95.026073°). Según la Oficina del Censo de los Estados Unidos, Carlisle tiene una superficie total de 26,419 mi² (68,4 km²), de la cual 26,327 mi² (68,2 km²) corresponden a tierra firme y 0,092 mi² (0,2 km²) es agua.